# Копальня Сіліус
Копальня Сіліус (Silius) – гірничодобувний майданчик на італійському острові Сардинія, за три десятки кілометрів на північний схід від Кал’ярі.
Копальня призначена для розробки жильної системи Сіліус (жили Сан-Джорджо та Сан-Джузеппе), промисловий інтерес у якій становить флюоритова та свинцева мінералізація. Певні обсяги руди вилучили відкритим способом, втім, повноцінна розробка була можлива лише з використанням підземних виробіток.  У підсумку уздовж витягнутої на 4 кілометра жили спорудили шахти «Genna Tres Montis», «Centrale», «Muscadroxiu» (в подальшому була перейменована на «Skaba» на честь інженера, що загинув у 2001 році) та «Acqua Frida», при цьому є відомості, що початок робіт припав на 1954 – 1957 роки. Станом на початок 2000-х копальня досягнула глибини у 500 метрів.
Первісне збагачення руди провадили на майдачнику копальні гідрогравіметричним способом, після чого отриманий продукт транспортували за шість десятків кілометрів на флотаційну збагачувальну фабрику Ассеміні, що випускала флюоритовий концентрат із вмістом фториду кальцію 97% та свинцевий концентрат із вмістом 67 – 70 % свинця. Відомо, що за чотири десятки років у Ассеміні накопичились відвали обсягом 4,7 млн тонн пісчаних та глинистих матеріалів.
На піку розробки в 1970-х – 1980-х роках копальня видавала біля 450 тисяч тонн руди на рік. В подальшому заборона хлорфторводнів призвела до кризи у виробництві плавикової кислоти, сировиною для якої є флюорит. Хоча в середині 1990-х дослідження не підтвердили зв’язку між фтором та пошкодженням озонового шару, проте копальня Сіліус так і не змогла відновитись. Обсяг виробництва знизився в багато раз, так, в 2001-му вилучили 110 тисяч тонн руди, з якої отримали 26 тисяч тонн флюориту та 4 тисячі тонн галеніту (мінерал свинцю). В 2006-му роботу копальні зупинили. 
У 2023 році оголосили, що компанія Mineraria Gerrei збирається відновити роботу майданчику, з якого очікують щорічно отримувати 70 тисяч тонн флюориту та 6,8 тисяч тонн галеніту.